# Силівакін Ростислав Олександрович
Ростисла́в Олекса́ндрович Силіва́кін — український військовик, підполковник Збройних сил України, учасник російсько-української війни.

## Життєпис
Родом з Львівщини. Закінчив Національну академію сухопутних військ імені гетьмана Петра Сагайдачного в лютому 2016-го.
Станом на серпень 2019 року — командир 4-ї механізованої роти 2-го механізованого батальйону 93-ї бригади. Завдяки його грамотному командуванню під час ротації в Авдіївці було знищено близько десяти ворожих ВОПів. Також доклався до відновлення позиції «Орел» та значного укріплення цієї ділянки фронту.
Початок повномасштабного вторгнення командир 1-го механізованого батальйону 93 ОМБр зустрів на межі Сумської та Харківської областей, перебував там з 24 лютого по 5 березня. Після цього були бої за Барвінкове. Успішно боровся з переважаючими силами противника, звільняючи українські міста і села на Сумщині.

## Нагороди та вшанування
- орден Богдана Хмельницького II ступеня (Україна)[4][5]
- Указом Президента України № 741/2019 від 10 жовтня 2019 року за «особисту мужність і самовіддані дії, виявлені у захисті державного суверенітету та територіальної цілісності України» орденом Богдана Хмельницького III ступеня[6]
- Народний Герой України (22.8.2019)[7]